# 东区 (攀枝花市)
东区是中国四川省攀枝花市所辖的一个市辖区。总面积167.23平方公里，人口約41.5万人，區人民政府駐攀枝花大道中段225號。

## 行政区划
东区下辖5个街道办事处、1个镇：
大渡口街道、炳草岗街道、弄弄坪街道、瓜子坪街道、东华街道和银江镇。

## 人口
根據第七次全國人口普查結果，截至2020年11月1日零時，東區常住人口為411427人。其中，男性人口爲213163人，占51.81%；女性人口爲198264人，占48.19%。人口性别比（以女性爲100，男性對女性的比例）由2010年第六次全國人口普查的106.57上升爲107.51。
2006年末人口31.9万人。

## 經濟
2020年，東區實現国内生产总值445.39亿元，按可比價計算，增長4.1%。
2006年国内生产总值156亿元，约占攀枝花市当年国内生产总值的54%，人均国内生产总值4.7万元。